# Szanming
Szanming (egyszerűsített kínai írással: 三明市, pinjin: Sānmíng) prefektúra szintű város Kínában, Fucsien tartományban. Lakosainak száma 2 486 450 fő (2020).

## Népesség
| 2018 | 2 580 000 |
| 2020 | 2 486 450 |

## Testvérvárosok
- Budapest XV. kerülete